# KGB-Residentur Leipzig
Die KGB-Residentur Leipzig (russisch Резидентура КГБ в Лейпциге) war eine regionale Außenstelle des sowjetischen Auslandsgeheimdienstes KGB in der Deutschen Demokratischen Republik (DDR). Sie befand sich in der Richterstraße 8 in Leipzig. In der Residentur wurde Problemen der zahlreichen sowjetischen Streitkräfte im Bezirk Leipzig ebenso nachgegangen wie jeder Art von auslandsgeheimdienstlicher Tätigkeit. Dafür bestand ein enges Arbeitsverhältnis mit der Bezirksverwaltung für Staatssicherheit Leipzig (BVfS). Als Außenstellen der Residentur fungierten das Haus der DSF (Dittrichring 21) und weitere Einrichtungen mit sowjetischem Bezug, wie die dortigen Sowjetischen Handelsmission (Springerstraße 7) und das Generalkonsulat der Sowjetunion (Turmgutstraße 1). Obwohl Wladimir Putin vor 1985 mehreren Tätigkeiten in Leipzig nachging, konnte bisher kein direkter Bezug zur dortigen KGB-Residentur nachgewiesen werden. Mit dem Abzug der sowjetischen Streitkräfte vom Gebiet der ehemaligen DDR wurde auch die KGB-Residentur aufgegeben. Das Gebäude ist seit 2001 Sitz des Sächsischen Finanzgerichts.

## Standort und Struktur
Die KGB-Residentur befand sich in verschiedenen Gebäuden auf dem Gelände der Richterstraße 8 in Leipzig.
Die KGB-Residentur Leipzig verfügte – wie alle Residenturen in den Bezirksstädten – über ein „Inneres Gefängnis“. Solche „Inneren Gefängnisse“ wurden dazu genutzt, Festgenommene zu sammeln, sie in Untersuchungs- oder Vorbeugehaft zu nehmen und sie auf spezielle Lager zu verteilen oder in Haftstätten in der UdSSR zu deportieren.
Die Größe des Gebäudes in Leipzig – beispielsweise im Vergleich zur KGB-Residentur Dresden, wo sechs Nachrichtenoffiziere arbeiten konnten – spricht für eine besondere Bedeutung der Leipziger KGB-Residentur. Denn der KGB und GRU verfügten über zahlreiche Residenturen in der DDR. „Westliche Nachrichtendienste gingen davon aus, dass allein der sowjetische Militärgeheimdienst in Ostdeutschland auf über 400 bis 600 Nachrichtendienstoffiziere zurückgreifen konnte. Rund 250 von ihnen waren im Stab der GSSD in Wünsdorf stationiert, weitere Stützpunkte existierten in Erfurt, Schwerin, Leipzig und Magdeburg. … Die Stärke der KGB-Mitarbeiter in der DDR wurde auf rund 800 geschätzt.“

## Geschichtlicher Kontext

### Geschichte des Hauses
Das Gebäude Richterstraße 8 im Leipziger Ortsteil Zentrum-Nord war 1910 als Kommandantur erbaut worden. Der Bau war nach dem Zweiten Weltkrieg von der sowjetischen Armee und dem Geheimdienst KGB genutzt worden.
Die Residenturen hatten eine Doppelfunktion, einerseits waren sie für den Kontakt zur Staatssicherheit zuständig und gleichzeitig für die Auslandsspionage des KGB.
Die KGB-Residentur Leipzig bekam aus der BVfS Leipzig qualifizierte IMs. So berichtet zum 6. November 1987 der Stellvertreter Aufklärung der Bezirksverwaltung Leipzig an die Hauptverwaltung A in Berlin über die Übergabe zweier IM „aus Anlass des 70. Jahrestags der Großen Sozialistischen Oktoberrevolution“.
Die Gruppe der Sowjetischen Streitkräfte in Deutschland (GSSD) hatte ihre Stützpunkte in Leisnig, Grimma, Leipzig, Wurzen, Torgau, Nobitz und Oschatz. Aus der Anwesenheit so vieler sowjetischer Soldaten im Bezirk ergaben sich Probleme.
Nach dem Abzug der KGB-Mitarbeter (nach 1991) wurde das Gebäude vollständig entkernt und totalsaniert werden. Dabei wurden in allen Räumen Abhöreinrichtungen („Wanzen“) gefunden.

### Vorkommnis in Leisnig
Am 28. Dezember 1965 kam es zu einem „Vorkommnis mit einem sowjetischen Sergeanten in Leisnig“, bei dem dieser zahlreiche Personen durch Bajonettstiche verwundete.

### Überwachung der Anti-Kernkraft-Bewegung der DDR
In Leipzig gab es eine starke Umweltbewegung. Als es am 26. April 1986 im sowjetischen Kernkraftwerk Tschernobyl zum Super-GAU kam, wurden die Leipziger Mitglieder der Anti-Kernkraft-Bewegung der DDR aktiver. Da der sowjetische KGB Aktionen der Umweltbewegung gegen Kernkraftwerke befürchtete, sammelte er selbst Informationen und übergab diese an die Ostberliner Kollegen, um dort auf mögliche Probleme im Umfeld der Kernkraftwerke aufmerksam zu machen.

### Putin in Leipzig
Zwar war Wladimir Putin, unter mehreren falschen Identitäten und verschiedenen Decknamen (unter anderem „Platow“), von 1985 bis 1990 in Dresden tätig. Bereits in den Jahren vorher hatte er aber drei andere Tätigkeitsbereiche inne, die allesamt in Leipzig lagen. Einerseits war er unter dem Namen „Oberstleutnant Adamow“ zuständig für die Leitung des Hauses der deutsch-sowjetischen Freundschaft (DSF) am Dittrichring 21 in Leipzig. Die offizielle Arbeitsstelle Putins im Jahr 1984 war das (seit 1. Januar 2024 geschlossene) Generalkonsulat der Sowjetunion in der Turmgutstraße 1 in Leipzig, das für die vier südlichen DDR-Bezirke Dresden, Leipzig, Karl-Marx-Stadt und Gera zuständig war. Hier war er unter dem Namen „Aleksandr Rybin“ mit einer Akkreditierung von 1982 bis 1986 tätig. Seine dritte vorgegebene Arbeitsstelle war dann die sowjetische Handelsmission in der Springerstraße 7 in Leipzig, ganz in der Nähe der KGB-Residentur in der Richterstraße 8. Putins Stammkneipe in Leipzig wurde die Gosenschenke „Ohne Bedenken“, die am 13. Mai 1986 wieder eröffnet wurde. In einem 2001 veröffentlichten Interview eines ehemaligen russischen Studenten in Leipzig im Jahr 1984 macht dieser Andeutungen über Putins dortige Tätigkeit.

## Akten und Literatur
- Douglas Selvage, Georg Herbstritt (Hrsg.): Der »große Bruder«. Studien zum Verhältnis von KGB und MfS 1958 bis 1989. Vandenhoeck & Ruprecht, Göttingen 2022, ISBN 978-3-525-31733-4, doi:10.13109/9783666317330.
- Bundesstiftung zur Aufarbeitung der SED-Diktatur: Materialien zu Sowjetische Straf- und Arbeitslager: »Gulag«.